# Johann Georg Baiter
Johann Georg Baiter, född den 31 maj 1801 i Zürich, död där den 10 oktober 1877, var en schweizisk filolog.
Baiter blev 1833 överlärare vid gymnasiet i sin hemstad. Han utgav textkritiska upplagor av flera klassiska författare, bland annat, i förening med Sauppe, Oratores attici (1839-50) samt, i förening med Orelli och Halm, Ciceros och Platons arbeten.